# Ally Carter
Pour les articles homonymes, voir Carter.
Ally Carter est une romancière américaine née le 1er janvier 1974,. Elle écrit pour la jeunesse et s'inscrit dans le genre Chick lit.

## Nom de plume
Le pseudonyme d'Ally Carter a été choisi pour séparer ses activités littéraires de ses autres activités et le nom de Carter lui permet que ses livres soient rangées à proximité de ceux de sa camarade Jenny Crusie, romancière de Chick lit également.

## Carrière
Ally Carter est diplômée de l'Université d'État de l'Oklahoma et de l'Université Cornell.
Elle commence à écrire avec deux romans pour adultes, Cheating at Solitaire et sa suite Learning to Play Gin publiée en 2006. Elle se tourne alors vers l'écriture de romans pour de jeunes adultes avec la série Gallagher Academy (Gallagher Girls) et plus tard elle écrit sa série Heist Society et les personnages des deux  séries se croisent dans la novella Double Crossed.
Le premier roman jeunesse de Carter est Espionne malgré moi (I'd Tell You I Love You, But Then I'd Have to Kill You). C'est l'histoire d'une fille qui entre dans une prestigieuse école d'espionnage et qui tombe amoureuse d'un garçon normal qui n'a aucune idée de ses activités réelles. Ce roman fait partie de la sélection de romans du Texas Lone Star pour 2007-2008.
Le second tome intitulé Espionne-moi si tu peux (Cross My Heart and Hope to Spy) paraît en 2007 aux États-Unis. Les chroniques du second semestre de la deuxième année (sophomore year) de Cammie Morgan et la mission qu'elle s'est auto-assignée contre les garçons qui intègrent son école. Le roman est pendant dix semaines sur la New York Times Best Seller list. Les deux romans de la série sont parus au Royaume-Uni avec des couvertures et des sites internet diffsrents.
Le troisième roman de la série, Espionner n'est pas tuer (Don't Judge a Girl by Her Cover), évoque la troisième année (junior year) de Cammie lors de laquelle une organisation appelée Le Cercle de Cavan cherche à kidnapper ou tuer l'ami de Cammie, Macey.
Le premier roman pour jeunes adultes extérieur à la série Gallagher est le début d'une nouvelle série, également pour jeunes adultes et dont le titre est Heist Society : l'héroïne se nomme Kat et sa famille est composée de voleurs. Le père de Kat est suspecté d'avoir volé les tableaux d'un chef mafieux. Le seul moyen pour Kat de sauver son père est de trouver qui a volé et de lui re-voler. Il est paru en février 2010.
Le quatrième livre de la série Gallagher, Espionnera bien qui espionnera le dernier  (Only the Good Spy Young) narre les conséquences de la par Cammie que le Cercle de Cavan est après elle, et la découverte du journal de son père au second sous-sol.
Ally a publié un second tome de la série Heist Society intitulé Uncommon Criminals, et le cinquième opus de Gallagher, Une espionne avertie en vaut deux (Out of Sight, Out of Time)est paru en mars 2012.
Le troisième roman de la série Heist Society, Perfect Scoundrels, est paru en février 2013.
Le sixième et dernier tome de la série Gallagher, United We Spy, est publié en septembre 2013, et détaille le dernier semestre de Cammie à la Gallagher Academy alors qu'elle met hors d'état de nuire le Cercle de Cavan.

## Œuvres

### sérieGallagher Academy
1. Espionne malgré moi (I'd Tell You I Love You, But Then I'd Have to Kill You,2006)
2. Espionne-moi si tu peux (Cross My Heart and Hope to Spy,2007)
3. Espionner n'est pas tuer (Don't Judge a Girl by Her Cover,2009)
4. Espionnera bien qui espionnera le dernier (Only the Good Spy Young,2010)
5. Une espionne avertie en vaut deux  (Out of Sight, Out of Time,2012)
6. Tout est bien qui espionne bien (United We Spy,2013)

Ces titres sont publiés chez Hachette roman pour la version française.

### sérieHeist Society
1. Heist Society (2010)
2. Uncommon Criminals (2011)
3. Perfect Scoundrels (2013)

### sérieEmbassy Row
1. All Fall Down (2015)

### Autres
- Cheating At Solitaire (2005)
- Learning to Play Gin (2006)
- Double Crossed (Novella, 2013)
- My True Love Gave to Me (Anthologie, 2014)